# Ventes-Saint-Rémy
Ventes-Saint-Rémy település Franciaországban, Seine-Maritime megyében. Lakosainak száma 216 fő (2022. január 1.). Ventes-Saint-Rémy Ardouval, Bully, Pommeréval, Rosay és Saint-Saëns községekkel határos.

## Népesség
A település népessége az elmúlt években az alábbi módon változott:
| Lakosok száma | 225  | 225  | 231  | 226  | 227  | 228  | 224  | 223  | 216  |
|               | 2013 | 2015 | 2016 | 2017 | 2018 | 2019 | 2020 | 2021 | 2022 |